# Выборы губернатора Санкт-Петербурга (2019)
Вы́боры губерна́тора Са́нкт-Петербу́рга — выборы главы региона, прошедшие в Санкт-Петербурге 8 сентября 2019 года в единый день голосования одновременно с муниципальными выборами.
В июне 2019 года начался приём заявлений на участие в губернаторских выборах, в течение месяца намерение баллотироваться высказало 28 претендентов (17 от региональных ячеек политических партий и 11 самовыдвиженцев). Для официальной регистрации претенденты были обязаны заручиться поддержкой 10 % действующих депутатов, представляющих три четверти муниципальных образований Санкт-Петербурга (от 155 до 163 голосов депутатов из 84 муниципальных образований). Оппозиционные кандидаты заявляли о трудностях с прохождением «муниципального фильтра», в СМИ  принцип называли «недемократическим явлением», защищающим провластных кандидатов.
«Муниципальный фильтр»  смогло преодолеть только четверо претендентов: временно исполняющий обязанности градоначальника Александр Беглов, кинорежиссёр Владимир Бортко, депутаты городского парламента Надежда Тихонова и Михаил Амосов. Они были зарегистрированы к 1 июлю 2019 года. В течение следующих двух месяцев проходили дебаты и агитационные кампании. За неделю до дня голосования кандидат от КПРФ Владимир Бортко отказался от участия в выборах, назвав причиной готовящиеся фальсификации.
Согласно уставу Санкт-Петербурга, голосование проходило путём равного и прямого всеобщего тайного голосования.  В единый день выборов в городе работало 1898 избирательных участков, а также  было организовано 77 экстерриториальных участков (15 в Псковской области, остальные — в Ленинградской) и 30 локаций для удалённого голосования в Москве.  В ходе голосования наблюдатели фиксировали неоднократные фальсификации и нарушения.
По данным избирательной комиссии Санкт-Петербурга, победу в первом туре одержал временно исполнявший обязанности губернатора Санкт-Петербурга Александр Беглов, набрав 64,43 % голосов от принявших участие в голосовании.

## Выдвижение и регистрация

### Право выдвижения
Согласно федеральному законодательству, губернатором Санкт-Петербурга может быть избран гражданин Российской Федерации, достигший возраста 30 лет и обладающий пассивным избирательным правом. У кандидата не должно быть гражданства или вида на жительство иностранного государства. С мая 2013 года он также не должен иметь денежных или имущественных счетов и вкладов в иностранных банках. Все такие счета кандидат обязан закрыть к моменту своей регистрации. Срок полномочий избранного губернатора не превышает пять лет, губернатор не имеет права занимать должность более двух сроков подряд.
В декабре 2018-го Законодательное собрание Санкт-Петербурга приняло поправки к закону, внесённые временно исполняющим обязанности губернатора Александром Бегловым. Они позволяли самовыдвиженцам принять участие в последующих выборах главы города. Помимо прочих документов, для регистрации в статусе кандидатов им необходимо предоставить подписи 2 % от общего числа зарегистрированных избирателей (по состоянию на 2019-й — более 75 тысяч человек). Также отменили систему досрочного голосования и голосования по открепительному удостоверению. Санкт-Петербургская избирательная комиссия получила право образовывать избирательные участки для голосования петербуржцев по месту их нахождения. 24 мая на очередном заседании городского парламента было принято постановление о проведении выборов губернатора Санкт-Петербурга, за него проголосовало 48 депутатов.

### Выдвижение кандидатов
Официально Александр Беглов принял предложение участвовать в предстоящих выборах главы региона на встрече с жителями Курортного района 25 мая 2019 года. Хотя его рассматривали как кандидата от правящей партии с момента назначения на должность временно исполняющего обязанности губернатора в 2018 году. Когда в июне 2019-го начался этап выдвижения кандидатов, Беглов первым подал документы. Всего в течение месяца было заявлено 28 участников, 17 из которых выступали от региональных ячеек политических партий, остальные — самовыдвиженцами. Среди них: первый омбудсмен Санкт-Петербурга Игорь Михайлов, политики Андрей Алескеров («Патриоты России»), Павел Созинов («Российская партия пенсионеров за социальную справедливость»), Владимир Григорьев («Гражданская сила»), Владимир Козыро («Демократическая партия России»), Николай Заборовский («Партия прогресса») и Любовь Посняченко («Коммунистическая партия социальной справедливости»), Андрей Петров (Всероссийская политическая партия «Родина»), Михаил Амосов («Гражданская платформа»), Надежда Тихонова («Справедливая Россия»), Олег Капитанов (ЛДПР), Владимир Бортко (КПРФ), Борис Вишневский («Яблоко»), Павел Рассудов (Пиратская партия России) и другие. Выдвижение претендентов проходило до конца июня, в это же время выборы официально назначили на единый день голосования 8 сентября 2019 года.

### Проблема «муниципального фильтра»
Первого июня 2012 года вступил в силу закон, вернувший прямые выборы глав субъектов Российской Федерации. При этом, согласно законодательству, для регистрации в статусе кандидата все претенденты обязаны заручиться поддержкой 10 % действующих депутатов, представляющих три четверти муниципальных образований Санкт-Петербурга. Принцип получил название «муниципальный фильтр» и призван отстранить непопулярных политиков. Для участия в губернаторских выборах 2019 года претенденты были обязаны до 1 июля предоставить в избирательную комиссию от 155 до 163 голосов депутатов из 84 муниципальных образований.
На момент выборов в Санкт-Петербурге насчитывалось 111 муниципальных округов и 1525 депутатов (из них действующими числилось — 1412). При этом 1187 относились к фракции «Единой России», оставшаяся часть — к оппозиции и самовыдвиженцам. Всего подписей хватало на 8—9 человек, хотя о своём участии заявило 28 претендентов.

Несмотря на февральские заявления Александра Беглова о том, что в выборах смогут принять участие все желающие, оппозиционные кандидаты де-факто не могли получить необходимый минимум подписей без поддержки правящей партии. В СМИ высказывали опасения о массовых волнениях из-за недопуска претендентов к выборам. «Муниципальный фильтр» называли «недемократическим явлением», защищающим провластных кандидатов от конкуренции со стороны популярных оппозиционных политиков. Ещё на выборах губернатора в 2014 году муниципальный фильтр не смогли преодолеть политики Оксана Дмитриева и Анатолий Голов. О проблеме со сбором подписей заявляли первый секретарь петербургского горкома КПРФ Ольга Ходунова, руководитель регионального отделения партии «Справедливая Россия» Марина Шишкина, предприниматель Александр Чухлебов, представитель «Яблока» Борис Вишневский и другие. «Партия Роста» решила не выдвигать на выборы руководителя фракции Оксану Дмитриеву или любого другого кандидата из-за невозможности преодолеть «муниципальный фильтр»: 
У нас всего два депутата. Если идет реально сильный кандидат, то фильтр не преодолеть, его можно получить только из рук власти. <…> А играть в спарринг-партнера для кандидата от власти — это не линия Партии роста. Можно, конечно, выдвинуться и скандалить, но зачем?

За смягчение фильтра выступали движение в защиту прав избирателей «Голос» и общественная организация «Наблюдатели Петербурга»; ряд горожан провели одиночные пикеты. Тем не менее, Законодательное собрание отказалось снизить «муниципальный фильтр» на выборах губернатора c 10 % до 6 %. Хотя руководитель парламентской фракции «Единой России» Александр Тетердинко признавал трудности с преодолением барьера: 
Мы не исключаем поддержки кандидатов, которые будут выдвинуты другими партиями, представленными, прежде всего, в Государственной думе. Мы дадим кандидатам от этих партий возможность преодолеть муниципальный фильтр.
Однако главе региональной фракции ЛДПР Максиму Капитанову отказали, когда он обратился с просьбой к Законодательному собранию помочь преодолеть «муниципальный фильтр». Александр Беглов отметил, что правительство не может указывать депутатам за кого голосовать, а подписей не хватит на всех желающих. Взамен Капитанову предложили пост руководителя Комитета по межнациональным отношениям. Капитанов согласился, отказавшись от депутатского мандата и сдав в горизбирком только 147 подписей муниципальных депутатов. По данным СМИ, Капитанова удалили из кампании, так как он мог составить серьёзную конкуренцию Беглову в первом туре. Многие наблюдатели восприняли эту ситуацию как политический подкуп и ограничение конкуренции. Лидер ЛДПР Владимир Жириновский посчитал поведение Капитанова предательством и заявлял, что решение было принято под давлением чиновников. В частности, журналисты сообщали о существовании компрометирующих документов о бизнес-схемах, связанных с Капитановым. Предположительно, их не отправили в Следственный комитет только из-за согласия Капитанова остаться в штате Беглова. Сам бывший депутат отрицал какие-либо бизнес-махинации и заявлял, что выполнял решения лидера его партии. Жириновский угрожал начать кампанию против Александра Беглова, его сын вице-спикер Госдумы РФ Игорь Лебедев опубликовал письмо, в котором желал врио губернатора проиграть выборы. В ответ ряд муниципальных депутатов партии «Единая Россия» потребовал от Жириновского извинений, назвав скандал попыткой дискредитировать ход выборов. 9 июля ЛДПР на официальных ресурсах назвала ситуацию недоразумением и сообщила, что конфликт исчерпан.
В июле 2019 года руководитель региональной фракции «Яблоко» Борис Вишневский заявил, что через два дня после назначения выборов муниципальных депутатов направили к нотариусам, чтобы те заранее распределили подписи между провластными кандидатами. Предположительно, голоса разделили таким образом, чтобы некоторым претендентам не хватило до минимума нескольких подписей. Якобы это было сделано с целью оправдать систему. Председатель Санкт-Петербургской городской избирательной комиссии Виктор Миненко заявлял, что подписи предоставило только 1002 муниципальных депутата из действующих 1550. По его мнению, это свидетельствовало о невостребованности голосов. Председатель Совета муниципальных образований Санкт-Петербурга Всеволод Беликов подчёркивал, что официально не известны случаи манипуляции волеизлиянием депутатов.

### Сбор подписей
Александр Беглов участвовал в выборах как самовыдвиженец и для регистрации был обязан предоставить подписи 2 % избирателей. Во время сбора голосов кандидата неоднократно обвиняли в нарушениях. Так, в январе 2019-го в центре города под видом социальной рекламы бесплатно транслировали ролики, освещавшие деятельность Беглова на посту врио губернатора, летом подобную рекламу показывали в детских поликлиниках. В июне 2019-го на 59 станциях метрополитена организовали сбор подписей в поддержку кандидата, хотя внутренние правила запрещают любую агитацию на территории подземки. Волонтёры предлагали прохожим брошюры с биографией Беглова, которые выпустили тиражом в 400 тысяч экземпляров. Ответ на общественное недовольство представители избирательного штаба Беглова сослались на отсутствие нарушений федерального законодательства. Впоследствии руководство метрополитена предоставило подобную возможность другим кандидатам.

Неоднократно поступала информация от работников бюджетных организаций и студентов о сборе подписей на рабочих местах или с использованием должностного положения. В июле 2019 года студенты Юридической академии заявили, что деканат настоятельно рекомендовал подписаться за выдвижение Александра Беглова. Региональный штаб Алексея Навального опубликовал запись разговора одного из учеников с заместителем декана академии Сергеем Быковым, призывающим поддержать врио губернатора: 
Я как к сознательному человеку обращаюсь со следующим: вот мы находимся на территории нашего Невского района. А главное лицо в нашем Невском районе, как ты думаешь, кто? Так вот, главный человек у нас на районе — глава администрации, под которым мы все находимся. И наша академия обращается к нему за всякой помощью. <...> В свою очередь, глава администрации, по словам замдекана, просит поддержать «вот эту вот кандидатуру» на предстоящих выборах главы города.
 По данным telegram-канала «Ротонда», руководители ряда школ, детских садов, а также Городского центра управления парковками Санкт-Петербурга принуждали своих сотрудников и учеников подписываться в поддержку Беглова. О подобных инцидентах рассказывали учащиеся 107-й гимназии, Института робототехники и других бюджетных учреждений. По факту обращений депутат Борис Вишневский направил жалобу в городскую прокуратуру. В комитете по образованию Санкт-Петербурга заявили, что жалоб от учеников не поступало. Сопредседатель ассоциации «Гражданский контроль» Александр Брод отрицал факт принуждения медработников к голосованию. Александр Беглов отказался комментировать ситуацию, а в его штабе предположили, что это «дурная личная инициатива руководства» организаций.
В июне 2019 года региональный штаб Алексея Навального опубликовал видео, на котором предположительно запечатлена фальсификация подписных листов за выдвижение врио губернатора в администрации Выборгского района. В предвыборном штабе Беглова факт изготовления подделок отрицали, однако кандидат отказался использовать подписи из этого округа. 29 июня врио губернатора сдал необходимые подписные листы. Согласно рапорту экспертно-криминалистического центра на выборах губернатора 2019 года зарегистрировано меньше нарушений по сравнению с предыдущими. Так, методом случайной выборки на 2 тысячи подписных листов обнаружили 76 нарушений, которые списали на недобросовестных сборщиков.

### Регистрация
Регистрация кандидатов проходила с 20 июня по 1 июля. Полный пакет необходимых документов предоставило всего 11 претендентов. «Муниципальный фильтр» прошли четверо: врио градоначальника Александр Беглов, кинорежиссёр Владимир Бортко, депутаты городского парламента Надежда Тихонова и Михаил Амосов.
Александр Беглов выступал самовыдвиженцем, хотя его поддержала партия «Единая Россия», обеспечившая необходимое количество голосов. Он предоставил в избирательную комиссию 162 депутатские подписи из 108 муниципальных советов. А также 80331 подпись избирателей в свою поддержку. По заявлениям Беглова, всего было собрано более 350 тысяч голосов избирателей. Ряд политиков высказывал сомнения в добросовестном сборе подписей.
Надежда Тихонова, выступавшая от «Справедливой России», собрала 162 депутатских голоса из 106 муниципальных образований. За Михаила Амосова подписалось 160 депутатов из 106 муниципальных округов, за Владимира Бортко — 161 депутат от 108 муниципальных советов. Оппозиционер Борис Вишневский считал, что Амосов получил подписи по договорённости с властями. Об этом также свидетельствовал активист Красимир Врански, выдвигавшийся в претенденты и лично общавшийся с муниципальными депутатами. Позднее все три кандидата подтвердили догадки оппозиционеров и заявили, что подписи получили «по команде Смольного». Хотя в июле они начали отрицать эту информацию. В конце избирательной программы Владимир Бортко снова признался, что подписи ему «привезли».
На проверку подлинности предоставленных документов Избирательная комиссия имела 10 дней, по истечении которых политики официально получили статус кандидатов. По итогам проверки подписных листов с использованием почерковедческой экспертизы было выявлено не более 5 % брака. Работавшие в городе с 9 июля международные и общественные наблюдатели отмечали отсутствие административных препятствий во время выборов.

## Кандидаты

### Список кандидатов и претендентов
| Кандидат                          | Должность (на момент выдвижения) | Субъект выдвижения                                                  | Статус                                                          | Дата регистрации | Кандидаты в Совет Федерации                      |
| --------------------------------- | --- | ------------------------------------------------------------------- | --------------------------------------------------------------- | ---------------- | ------------------------------------------------ |
| Алескеров, Андрей Энверович       | глава Южно-Приморского муниципального округа | «Патриоты России»                                                   | отказано в регистрации                                          | —                | П. С. Гудадзе, А. В. Никонов, А. С. Головин      |
| Амосов, Михаил Иванович           | депутат Законодательного Собрания Санкт-Петербурга | «Гражданская платформа»                                             | зарегистрирован                                                 | 6 июля           | С. В. Тихомиров, С. А. Назаров, Ю. Л. Курикалов  |
| Беглов, Александр Дмитриевич      | временно исполняющий обязанности губернатора Санкт-Петербурга | самовыдвижение (состоит в «Единой России»)                          | зарегистрирован                                                 | 8 июля           | А. И. Ватагин, В. И. Матвиенко, М. Я. Пратусевич |
| Бортко, Владимир Владимирович     | депутат Государственной Думы | КПРФ                                                                | был зарегистрирован, 31 августа снял свою кандидатуру с выборов | 6 июля           | Ю. А. Гатчин, И. Л. Григорьев, Ю. Ю. Болдырев    |
| Бузаров, Владислав Вячеславович   | временно неработающий | самовыдвижение                                                      | снял свою кандидатуру с выборов                                 | —                |                                                  |
| Вишневский, Борис Лазаревич       | депутат Законодательного Собрания Санкт-Петербурга, заместитель председателя постоянной комиссии по городскому хозяйству, градостроительству и земельным вопросам Законодательного Собрания Санкт-Петербурга                            | «Яблоко»                                                            | отказано в регистрации                                          | —                |                                                  |
| Головко, Александр Константинович | главный бухгалтер, исполнительный директор ООО "Центр юридической помощи «Бездомные дольщики» | самовыдвижение                                                      | отказано в регистрации                                          | —                |                                                  |
| Григорьев, Владимир Владимирович  | главный врач Санкт-Петербургского государственного бюджетного учреждения здравоохранения «Межрайонный врачебно-физкультурный диспансер № 1»                                                                                             | «Гражданская сила»                                                  | отказано в регистрации                                          | —                |                                                  |
| Заборовский, Николай Николаевич   | генеральный директор общества с ограниченной ответственностью «Сестрорецкое кабельное телевидение» | «Партия прогресса»                                                  | отказано в регистрации                                          | —                |                                                  |
| Капитанов, Олег Александрович     | депутат Законодательного Собрания Санкт-Петербурга, заместитель председателя бюджетно-финансового комитета Законодательного Собрания Санкт-Петербурга                                                                                   | ЛДПР                                                                | отказано в регистрации                                          | —                |                                                  |
| Козыро, Владимир Николаевич       | исполнительный директор общества с ограниченной ответственностью «Брокер Капитал» | «Демократическая партия России»                                     | отказано в регистрации                                          | —                |                                                  |
| Крюковская, Елена Анатольевна     | менеджер по развитию ООО «МедПрофЭксперт» | самовыдвижение                                                      | отказано в регистрации                                          | —                |                                                  |
| Куган, Татьяна Ивановна           | пенсионерка | самовыдвижение                                                      | отказано в регистрации                                          | —                |                                                  |
| Кузнецов, Владимир Евгеньевич     | генеральный директор ООО «Мелодия» | самовыдвижение                                                      | отказано в регистрации                                          | —                |                                                  |
| Машковцев, Михаил Борисович       | пенсионер | Коммунисты России                                                   | отказано в регистрации                                          | —                |                                                  |
| Михайлов, Игорь Павлович          | директор ОАО «ВИАСМ» | самовыдвижение                                                      | отказано в регистрации                                          | —                |                                                  |
| Обросков, Анатолий Альбертович    | главный редактор газеты «Трезвый Петроград», уличный художник, режиссёр Уличного Театра действия YDB — Ельцин был скином, учредитель Ребцентра                                                                                          | самовыдвижение                                                      | отказано в регистрации                                          | —                |                                                  |
| Перов, Виктор Николаевич          | председатель Совета Ленинградского регионального отделения политической партии СОЦИАЛЬНОЙ ЗАЩИТЫ | Партия социальной защиты                                            | отказано в регистрации                                          | —                |                                                  |
| Петров, Андрей Николаевич         | руководитель проекта в ООО «ТЕХНО-КОМПОЗИТ» | партия «Родина»                                                     | отказано в регистрации                                          | —                | С. А. Павликов, А. С. Иванов, И. В. Пугин        |
| Посняченко, Любовь Валерьевна     | директор государственного бюджетного учреждения дополнительного образования Центр внешкольной работы с детьми и молодежью Калининского района Санкт-Петербурга «Академический»                                                          | Коммунистическая партия социальной справедливости                   | отказано в регистрации                                          | —                |                                                  |
| Рассудов, Павел Юрьевич           | индивидуальный предприниматель | самовыдвижение                                                      | отказано в регистрации                                          | —                |                                                  |
| Созинов, Павел Борисович          | временно неработающий | «Российская партия пенсионеров за социальную справедливость»        | отказано в регистрации                                          | —                | Н. Н. Климович, С. В. Шершнев, В. П. Ворожцов    |
| Соловьев, Василий Феликсович      | электрогазосварщик АО «Петербургский тракторный завод» | «Российский объединённый трудовой фронт»                            | отказано в регистрации                                          | —                |                                                  |
| Степанов, Алексей Геннадьевич     | предприниматель | «Национальный курс»                                                 | отказано в регистрации                                          | —                |                                                  |
| Тихонова, Надежда Геннадьевна     | депутат Законодательного Собрания Санкт-Петербурга, председатель профильной комиссии по экологической защите населения Санкт-Петербурга постоянной комиссии по экологии и природопользованию Законодательного Собрания Санкт-Петербурга | Справедливая Россия                                                 | зарегистрирована                                                | 6 июля           | Н. Ю. Вавилина, А. А. Ковалёв, Г. Б. Трусканов   |
| Чухлебов, Александр Юрьевич       | генеральный директор ООО «Элоф Ханссон» | «Партия социальных реформ — Прибыль от природных ресурсов — Народу» | отказано в регистрации                                          | —                |                                                  |
| Шагал, Алексей Александрович      | писатель, общественный деятель | самовыдвижение                                                      | отказано в регистрации                                          | —                |                                                  |
| Эхина, Светлана Анатольевна       | временно не работающая | самовыдвижение                                                      | отказано в регистрации                                          | —                |                                                  |

### Программы кандидатов
Будущему градоначальнику предстояло назначить сенаторов от Санкт-Петербурга в Совете Федераций. Выбор кандидатов стал известен заранее. Александр Беглов планировал переназначить Валентину Матвиенко и предложить посты исполнительному директору «ОДК-Климов» Александру Ватагину и директору физико-математического лицея № 239 Максиму Пратусевичу. Надежда Тихонова рассматривала кандидатуры своего однопартийца Алексея Ковалёва, главы муниципального совета округа «Автово» Геннадия Трусканова и депутата 7-го муниципального округа Нэлли Вавилину. Михаил Амосов предлагал на эту должность однопартийца Сергея Тихомирова, председателя «Движения демократического обновления» Сергея Назарова и руководителя некоммерческой организации «Правовой центр градостроительных проектов» Юрия Курикалова. Представитель КПРФ Владимир Бортко рассматривал кандидатуры бывшего парламентского депутата Юрия Гатчина, однопартийца Игоря Григорьева, а также публициста Юрия Болдырева.
Александр Беглов
На Александра Беглова работало несколько команд политтехнологов, несогласованных между собой. Агитацию и встречи с избирателями проводила компания «ИМА-Консалтинг». Политтехнолог Александр Серавин отвечал за мобилизацию бюджетников для сбора подписей и голосования. Политтехнологи, финансируемые Евгением Пригожиным, организовывали чёрный пиар против оппозиции. Агитацией в интернете занималась команда, связанная с бывшим пресс-секретарём движения «Наши» Кристиной Потупчик. В кампании также принимали участие сотрудники администрации президента, глава управления по Госсовету администрации президента России Александр Харичев, его подчинённый Борис Рапопорт, а также вице-губернатор Любовь Совершаева, занимавшаяся оперативным управлением кампанией. Сопредседателями штаба общественной поддержки стали Александр Ватагин, главный тренер «Зенита» Сергей Семак, генеральный директор музея «Петергоф» Елена Кальницкая, председатель Общественного совета по развитию малого предпринимательства Санкт-Петербурга Елена Церетели и председатель совета ветеранов Санкт-Петербурга Василий Волобуев.
Главной задачей своей команды Александр Беглов назвал непосредственное взаимодействие с электоратом. Он предложил программу «Город, в котором хочется жить» и разделил её на четыре основных направления:
- «Комфортный город» — модернизация системы городского транспорта (развитие городского метрополитена, включая строительство железнодорожного кольца; увеличение подвижного состава города на 800 вагонов метро, 500 трамваев и 28 скоростных электричек, а также закупка дополнительных 3 тысяч автобусов; сокращение интервалов движения; реконструкция дорожного фонда; развитие системы переездов; поддержка новых видов транспорта), увеличение количества общественных пространств, очистка водоёмов, создание действенной структуры охраны окружающей среды, повышение уровня зарплат, развитие медицины, социальная защита граждан. К 2025-му планируется запуск двух новых маршрутов трамвая «Чижик» и открытие новых станций метро.
- «Социальный город» — создание институтов доступной медицины (увеличение офисов врачей общей практики, модернизация оборудования, перевод поликлиник в разряд «бережливых»); реновация системы поддержки семей с детьми, пожилых и маломобильных граждан (запуск «Службы социальных участковых», услуги «Социальная няня», и другое); благоустройство более 500 общественных объектов и ускорение темпов строительства социальных объектов (заявлено строительство 17 поликлиник, 112 детсадов и 40 школ); увеличение зарплат бюджетникам и госслужащим; улучшение материально-технической базы общеобразовательных школ и повышение профессионализма педагогов; увеличение числа культурных пространств и расширение спортивной инфраструктуры.
- «Открытый город» — модернизация системы взаимодействия власти и общества; предоставление услуг в электронном формате, например, проекты «Родной район» и «Твой бюджет»; совершенствование портала «Наш Петербург» и системы обратной связи в социальных сетях; увеличение количества чиновников в возрасте до 35 лет,
- «Умный город» — поддержка промышленности и развитие системы предприятий, ориентированных на экспорт продукции; увеличение туристического потенциала и значение науки в развитии города. Программу планировали реализовать при увеличении городского бюджета до одного триллиона рублей.

Михаил Амосов
В команду Михаила Амосова вошли: юрист Ирина Михайловна Ласкателева, экономист Владимир Владимирович Силантьев, активисты Елена Юрьевна Виленская и Наталья Евгеньевна Петрова, директор некоммерческой организации «Правовой центр градостроительных проектов» Юрий Курикалов. Кандидат от партии «Гражданская платформа» выступал за демократический принцип управления городом. По его мнению, важнейшим фактором в принятии управленческих решений являлись интересы горожан. Он предлагал расширить систему выборной власти, включив в неё глав района и правительственных чиновников.
Амосов представил программу «Город для людей», приоритетом которой являлось создание новой системы взаимодействия власти и общества. Кампания включала следующие основные пункты:
- Модернизации государственного управления — закрепление всех государственно-частных партнёрств на законодательном уровне; расширение полномочий органов местного самоуправления; передачу руководства контролирующими органами оппозиции; либерализацию правил проведения массовых мероприятий и другое.
- Социальное развитие — создание единых центров, объединяющих управление поликлиниками и городскими больницами; увеличение числа роддомов на севере города; развитие системы детских садов; внедрение «детсадовских сертификатов», гарантирующих финансовую помощь от региональных властей.
- Поддержку предпринимательства — замена разрешительной системы на уведомительную; поощрение экспорта и «качественных инвестиций»; ограничение внеплановых проверок бизнеса; развитие сети торговых ларьков; компенсация части процентной ставки по кредитам малого бизнеса; увеличение гарантийного фонда микрокредитования.
- Улучшение транспортной ситуации — увеличение расходов на строительство метрополитена в 2—2,5 раза; заморозка проекта Восточного скоростного диаметра в пользу бесплатного моста через Неву; увеличение числа велодорожек; усиление контроля над маршрутками.
- Изменения в жилищной политике — сплошное межевание жилых кварталов; создание ТСЖ; модернизация системы уборки снега по примеру Финляндии и Эстонии, реновация хрущёвок без уплотнительной застройки.
- Развитие прибрежных районов Финского залива — завершение намыва на Васильевском острове и острове Декабристов; размещение там кампуса СПбГУ, палат Верховного суда, экспозиции Полярного музея, океанариума и других общественно значимых объектов. В дальнейшем создание намывных территорий было бы возможно только по результатам референдума.
- «Зелёные» инициативы — финансовая стимуляция к раздельному сбору мусора; обязательные референдумы при строительстве мусоросжигательных заводов; создание системы городского реестра деревьев и приютов для бездомных животных; сохранение городской популяции кошек.
- Развитие агломерации — обеспечение комфортной жизни в садоводствах; перенос грузовых железнодорожных станций на окраины и за черту города.
- Федеральные инициативы — отмена «муниципального фильтра»; создание городской полиции общественной безопасности; развитие рынка арендного жилья; изменение налогового законодательства.

Владимир Бортко
Кандидат от КПРФ Владимир Бортко отказался от участия в выборах в августе 2019 года. Но он успел представить предвыборную кампанию «Борьба с коррупцией в Санкт-Петербурге». Ряд СМИ отмечал её плохую проработку, она строилась на критике Александра Беглова и громких патриотических лозунгах.
Кампанию разделили на девять основных пунктов, направленных на реформирование органов власти. Среди тезисов выделяли: внедрение прогрессивного подоходного налога, увеличение городского бюджета до 1 триллиона рублей, развитие малого и среднего предпринимательства, отказ от «дорогостоящих мегапроектов» в Санкт-Петербурге, борьбу с коррупцией и установление народного контроля за системами государственных закупок, отказ от приватизации городских бюджетных предприятий (таких как ГУП «Водоканал», ГУП «Метрополитен», ПАО «Ленэнерго»), обеспечение свободы слова в СМИ. На встрече с жителями жилого комплекса «Питер» Бортко также отмечал необходимость изменения градостроительных принципов: контроль сохранности исторической части города, строительство и ремонт дорог в новых жилых районах.
Надежда Тихонова
Кандидат от партии «Справедливая Россия» Надежда Тихонова предлагала кампанию «Человек важнее». Она включала шестнадцать глав, где была презентована стратегия развития города в интересах его жителей. Политик выступала за создание коалиционного правительства, уменьшение числа вице-губернаторов и изменение их функций, реформирование местного самоуправления. Она агитировала за организацию при городских комитетах проектных офисов, где эксперты могли бы высказываться относительно разрабатываемых правительством программ. Кроме того, кампания предусматривала создание единых органов, контролирующих развитие метрополитена, утилизацию мусора и другое.
Тихонова выступала за поддержку региональных предпринимателей и предлагала: сделать упор на выпуск товаров с высокой добавленной стоимостью, обеспечить нулевую кредитную ставку на развитие промышленно-технологических проектов и убрать верхний предел кредита, внедрить в промышленность «сквозные цифровые технологии», расширить оборонно-промышленный комплекс. Бо́льшую часть
городского бюджета предлагали направлять на развитие социальной сферы. Предусматривалось обеспечить пособия, дополнительные выплаты и курсы профессиональной переподготовки для пенсионеров; разработать региональную программу профилактики ВИЧ-заболеваний; изменить законодательство относительно семейно-бытового насилия, ввести статуса «детей войны», создать в государственных учреждениях «безбарьерную среду».
Программа кандидата предусматривала пересмотр транспортной реформы города. Улучшить обстановку на дорогах планировали за счёт связи периферийных районов между собой, развития трамвайных линий, строительства новых станций метрополитена и запуска наземных маршрутов по выделенным линиям. Для изменения экологической ситуации Тихонова намеревалась преумножить зелёные насаждения, благоустроить городские пляжи, очистить водоёмы, усилить контроль над сбросом сточных вод, внедрить двух-контейнерную систему накопления мусора и систему контроля запаха, возвратить мониторинг почв и другое.
Решить жилищную проблему были призваны новые целевые программы расселения коммуналок и обновления жилищного фонда, стопроцентное ежегодное финансирование программ в этой сфере, развитие льготного ипотечного кредитования и активное строительство государственного жилья для сдачи в аренду. Тихонова выступала против уплотнительной застройки и предлагала ввести мораторий на строительство жилья, согласно которому при освоении нового района первоочередное значение получали бы социальная и транспортная инфраструктуры. Существующий Генплан намеревались отправить на экономическую экспертизу и внедрить «Стандарт комплексного развития территории». Для увеличения рентабельности исторической застройки Тихонова предложила смягчить условия аренды для малого и среднего бизнеса. В жилищно-коммунальной сфере предусматривали отказ от практики продления срока службы трубопроводов, передать обязанность по ремонту исторических зданий в ведение Комитету по охране памятников, развивать ТСЖ, возвратить общедомовые территории собственникам квартир и внедрить энергосберегающие технологии.
Для улучшения системы образования Тихонова предлагала повысить зарплаты и увеличить финансирование научной сферы. Для развития туризма запланировали модернизацию аэропорта Пулково в крупный международный пересадочный пункт, развивать бизнес и водный туризм, создать систему туристических маршрутов за пределами города, развивать систему tax-free, открыть доступ к школьным спортивным залам для всех желающих.
Отдельно Тихонова выделяла необходимость изменений в миграционной политике: обеспечение социальной поддержки, внедрение системы организованного привлечения трудовых мигрантов, увеличения штата миграционных служб, финансирование проектов по адаптации иностранцев.

### Отношение к кандидатам в обществе
При назначении временно исполняющего обязанности губернатора Санкт-Петербурга в 2018 году президент России Владимир Путин неопределённо высказался о возможном выдвижении Александра Беглова на предстоящих выборах. Заместитель главы администрации президента Сергей Кириенко уверял в «неизбираемости» врио губернатора. Вплоть до мая 2019-го в СМИ появлялись указания о сомнениях вышестоящих чиновников в компетентности Беглова. По результатам апрельских опросов ВЦИОМ, за него готовы были проголосовать 43 % опрошенных, при самом высоком антирейтинге среди недавно назначенных врио губернаторов — 24 %. В соцсетях к положительным результатам опроса отнеслись с недоверием. СМИ, политологи и оппозиционные политики указывали, что реальный рейтинг поддержки кандидата гораздо ниже (по разным оценкам — 12—36 %).

По мнению политологов и конкурентов Беглова на выборах, его решение избираться в качестве самовыдвиженца связано с низким рейтингом «Единой России». Сам политик заявлял, что хотел оставаться «над политическими амбициями <…> быть независимым от тех или иных взглядов». Несмотря на попытку дистанцироваться о партии, Беглова изначально воспринимали в обществе как кандидата от власти. На это указывало то, что он занял место бывшего губернатора Георгия Полтавченко незадолго до выборов. Это позволило продемонстрировать его заслуги горожанам, повысить рейтинг и узнаваемость будущего кандидата. По мнению политолога Сергея Наумова, стратегия помогла Беглову оторваться от конкурентов: 
У Александра Беглова была абсолютно четкая программа позитивных действий, в отличие от оппонентов, которые строили свою кампанию только на критике власти...Вся предвыборная кампания Беглова была построена на делах. Он имел возможность продемонстрировать на деле, почему за него должны были проголосовать. И люди оценили это, дав Беглову на выборах огромный отрыв от конкурентов.
Городской информационный портал правительства Санкт-Петербурга сообщал, что выдвижение Беглова поддерживали ветераны, движение «Юнармия» и муниципалитеты. Против фаворита власти высказывались общественные и политические деятели: депутат Максим Резник, руководитель фракции «Партия Роста» Оксана Дмитриева, депутат Законодательного собрания Марина Шишкина, активист Максим Кац. Политик Алексей Навальный призывал голосовать против Беглова, отдавав голос за любого из его конкурентов. Источники «Медузы» сообщали также о негативном отношении к Беглову среди городских чиновников и предпринимателей. В Санкт-Петербурге неоднократно проводили митинги за честные выборы, где агитировали против врио губернатора и «Единой России».

Ряд политологов отмечал агрессивность пиар-кампании Беглова. По данным информационного портала «Медиалогия», он стал самым цитируемым политиком в сентябре 2019 года. Но показательность действий врио губернатора вызывала общественное недовольство. К примеру, политолог Александр Кынев так описывал пиар-кампанию кандидата: 
Все это выглядит настолько неестественно и карикатурно, что складывается ощущение, что все штампы, которые можно было собрать из российских выборов, используются в его кампании. <...> Кампания вызывает раздражение и сарказм, поскольку сопровождается набором дурацких штампов и превращается в дурной политтехнологический анекдот – человек с лопатой, демонстративное спасение кого-то, многочисленные просьбы трудящихся. При этом, с точки зрения горожан, выборы безальтернативные и голосовать не за кого.
 В СМИ также отмечали недоверие к проектам Александра Беглова в обществе: строительству семи новых станций метрополитена в течение пяти лет, запуску подземного железнодорожного тоннеля в аэропорт «Пулково». Причиной послужила плохая реализация существовавших градостроительных инициатив. Например, после открытия трёх новых станций метрополитена 5 сентября 2019 года их внезапно закрыли на тестовый режим. Вскоре после начала работы на «Проспекте Славы» сломался траволатор, а на «Дунайской» появилась протечка. Политический обозреватель Михаил Шевчук назвал это большим ударом по имиджу Беглова.
Противники врио губернатора отмечали вероятную нелегитимность предстоящих выборов, жёсткий разгон первомайского шествия, несоответствие Беглова образу хозяйственника и проблемы с уборкой снега зимой 2018—2019 годов. В результате неудачных попыток разрешить коммунальные проблемы Беглова стали воспринимать как комического персонажа. Одним из поводов для юмора послужила акция по уборке снега бригадами чиновников лопатами с надписями «лопата Беглова».
Тем не менее, эксперты отмечали, что к лету негативные настроения избирателей, вызванные недобросовестной работой коммунальных служб, снизился. По результатам предварительного опроса проведённого ВЦИОМ в июне 2019 года больше половины респондентов поддерживали Александра Беглова. За режиссёра Владимира Бортко высказались 13 % опрошенных, за Михаила Амосова и Надежду Тихонову по 7 %. Несмотря на результаты, свидетельствовавшие о доминировании Александра Беглова, эксперты предполагали возможность второго тура. К примеру, опросы содружества социологов «Открытое мнение» показывали, что к августу около 30 % избирателей не знали, за кого голосовать. Также исследование отмечало низкую известность кандидатов и отсутствие у электората эмоционального отношения к ним.

Во время дебатов Михаил Амосов назвал избирательную кампанию 2019 года «настоящими выборами, которых не было больше 15 лет». Глава избирательной комиссии Санкт-Петербурга Виктор Миненко считал её «достаточно конкурентной», поскольку кандидаты представляли разные политические взгляды. В СМИ оппонентов Беглова часто представляли как «спарринг-партнёров» без перспектив на победу. Депутат Максим Резник так характеризовал ситуацию: 
В моем понимании, это спецоперация по внедрению Александра Дмитриевича Беглова на пост губернатора Петербурга. Мне кажется, что эта кампания проводится очень грязно, топорно и грубо, не по-петербургски.

### Освещение кампании в СМИ
До отставки Георгия Полтавченко местные новостные телеканалы, радиостанции, печатные газеты и интернет-издания, не принадлежащие правительству Санкт-Петербурга, либо умеренно критиковали власть, либо сохраняли нейтралитет в своих репортажах. Ситуация изменилась после назначения временно исполняющим обязанности губернатора Александра Беглова: тон публикаций сместился в положительную для городской администрации сторону.
С 3 октября 2018 года в ряде петербургских СМИ постепенно увеличилось количество публикаций и репортажей про временно назначенного губернатора. Со временем это переросло в агитацию за кандидата, несмотря на то, что до 25 мая 2019 Александр Беглов официально не объявлял о своем участии в выборах главы Санкт-Петербурга. Примерно с февраля петербургские телеканалы, входящие в «Национальную Медиа Группу» («Пятый канал», «78») начали называть его «действующим губернатором», «градоначальником» или вовсе просто «губернатором Санкт-Петербурга», опуская в своих выпусках и публикациях приставку врио. В сообществах данных телеканалов в социальных сетях публикации материалов об Александре Беглове сопровождались ограничением комментариев, удалением критики и наличием подозрительно одинаковых положительных мнений от подписчиков.
Пиар-кампании оппозиционных кандидатов гораздо меньше освещали в СМИ. Михаил Амосов делал упор на личные встречи с электоратом. По мнению депутата Максима Резника, он являлся самым подготовленным из кандидатов. Хотя его шансы на победу в СМИ называли незначительными из-за малой известности среди избирателей. С подобной ситуацией столкнулась Надежда Тихонова, которая являлась самым молодым участником выборов. Она также опасалась, что на результаты голосования негативно скажутся её родственные связи: она приходится племянницей лидеру «Справедливой России» Сергею Миронову. Эксперты указывали на её пассивность. Владимир Бортко изначально позиционировал себя как кандидата «против всех», политнаблюдатели отмечали его враждебный настрой и негативное отношение к критике.

## Ход выборов

### Дебаты
Одни из первых дебатов состоялись на радиостанции «Эхо Москвы» 9 июля 2019 года без участия Александра Беглова. Его конкурент Надежды Тихоновой сочла, что «это было некрасиво по отношению к петербуржцам». Через месяц на встрече с сотрудниками своего штаба Беглов заявил, что примет участие в дебатах. Официально первая такая встреча состоялась 13 августа, когда кандидаты представили предвыборные кампании. В дальнейшем провели ещё пять, во время которых обсуждали пункты избирательных программ и важные социальные вопросы. В ходе одной из сессий Беглов заявил о своей беспартийности, после чего его биографию удалили с сайта «Единой России» без дальнейших комментариев.

Последние дебаты состоялись 30 августа уже без участия кандидата от КПРФ Владимира Бортко. За неделю до дня голосования он отказался от участия в выборах. Депутат принял это решение самостоятельно, не советуясь с партией, так как опасался отговоров. Причиной он назвал готовящиеся фальсификации: 
Я не хочу играть в эти игры, карты-то крапленые. Пять тузов в колоде. Я пришел играть в футбол, а мне говорят — в подкидного дурака. Я не хочу так. Я готов понести любое наказание, с партией я не советовался. Мне не нравится 17% и что, как обычно, мы вторые. То, что я сейчас снялся, поставит знак на этих выборах.
 По предварительным опросам, в августе 2019-го Бортко занимал второе место среди кандидатов с рейтингом 13 %. Предположительно, он представлял опасность победе Беглова в первом туре, и его отказ был спланирован. Сам Бортко сообщал, что представители администрации президента уговаривали его отказаться от принятого решения. Заявление кандидата вызвало широкий общественный резонанс и дало провластным СМИ повод для сомнений в компетентности оппозиции. Однопартийцы Бортко назвали это решение «большой ошибкой», подозревали его во взяточничестве и требовали исключить депутата из партии. По словам руководителя «Института региональной экспертизы» Дмитрия Михайличенко, благодаря этому событию удалось избежать второго тура голосования, который Беглов вероятно проиграл бы.

### Агитация кандидатов
С 10 августа по 6 сентября 2019 года проходил этап агитации. Хотя СМИ указывали, что неофициальную агитацию команда Александра Беглова начала ещё зимой. К ней относили активную федеральную поддержку города: утвердили проект высокоскоростной железной дороги из Москвы в Санкт-Петербург, спроектировали парк в Судебном квартале, запустили бесплатный проезд в общественном транспорте для льготников, увеличив пассажирооборот на 13 %. Беглов заявлял о своём намерении реконструировать Таврический сад, открыть новые парки и станции метро. Он активно общался с районными пенсионерами, завёл собственную страницу «Вконтакте», пообещав рассмотреть поступающие туда жалобы.
К началу официального периода агитации каждый из кандидатов открыл избирательный банковский счёт. Предвыборные кампании финансировали за счёт частных и коммерческих пожертвований. Среди юридических лиц, поддержавших кандидатов числились: Ленинградский комбинат хлебопродуктов имени Кирова, «Первая мебельная фабрика», банк «Викинг», «Бронка групп» и другие. Общий бюджет Михаила Амосова составил 1,6 миллиона рублей, Надежды Тихоновой — 4,8 миллиона, Владимира Бортко — 13 миллионов. На этом фоне значительно выделялся бюджет Александра Беглова, превышавший 58 миллионов рублей. Из них 28 миллионов рублей пожертвовали 42 частные компании, часть из которых являлась крупными подрядчиками исполнительной власти города. Хотя по оценкам отдельных экспертов, всего кандидат от власти потратил в ходе предвыборной кампании около миллиарда рублей.
В рамках агитации кандидаты размещали по городу агитационные постеры и плакаты, организовывали раздачу печатной продукции у станций метро. Они активно общались с избирателями через онлайн-ресурсы, принимали участие в митингах и теледебатах. Волонтёры штаба Александра Беглова дежурили в подъездах. В начале сентября сопредседатель Ассоциации «Гражданский контроль» Александр Брод заявил, что избирательные кампании прошли без серьёзных нарушений и под постоянным общественным контролем. Эксперты отмечали заинтересованность горожан и высокий уровень гражданской ответственности.

### Голосование
Выборы губернатора Санкт-Петербурга проводят по единому избирательному округу на территории всего города. К голосованию допускаются совершеннолетние граждане России, зарегистрированные по месту жительства на территории Санкт-Петербурга. По договорённости между Горизбиркомом и Общественной палатой Санкт-Петербурга, вторая получила право назначать наблюдателей. Их набор стартовал 13 июня 2019 года. Всего зарегистрировали более четырёх тысяч общественных наблюдателей из 47 некоммерческих организацией, среди которых корпус «За чистые выборы», ассоциация «Гражданский контроль» и другие. Выборы губернатора Санкт-Петербурга были назначены на единый день голосования 8 сентября 2019 года.
В день голосования в городе работало 1898 избирательных участков, рассчитанных на 3 817 929 зарегистрированных избирателей. 20 разместили в местах компактного проживания слепых и слабовидящих, на 36 дежурили сурдопереводчики, 472 пункта оснастили комплексами обработки избирательных бюллетеней. В рамках программы «Цифровая экономика Российской Федерации» ЦИК запустил цифровые избирательные участки: в тестовом режиме в Москве действовало 30 локаций для удалённого голосования. Кроме того, с июля 2019-го функционировала система «Мобильный избиратель», которая упростила процесс голосования для горожан, находящихся не по месту регистрации.
Для увеличения явки избирателей Горизбирком Санкт-Петербурга впервые организовал 77 экстерриториальных участков (15 в Псковской области, остальные — в Ленинградской). Они были рассчитаны на дачников и отдыхающих в деревнях горожан. На временных и удалённых участках зарегистрировалось почти 20 тысяч человек. Однако ряд кандидатов высказывался против экстерриториальных участков. Предположительно, их организовали для увеличения результатов Беглова. Оппозиция не могла проследить за ходом голосования на этих участках и помешать фальсификациям. Михаил Амосов назвал ситуацию «игрой на одного из кандидатов». Владимир Бортко призвал остальных кандидатов объединиться и снять свои кандидатуры в знак протеста. Надежда Тихонова обращалась к Элле Памфиловой с требованием отменить решение Горизбиркома.
Во время голосования 8 сентября 2019 года было отмечено большое количество нарушений. Наблюдатели сообщали о голосовании военных без прописки, порче и кражах бюллетеней, подкупах избирателей. Депутат Борис Вишневский рассказывал, что в Василеостровском районе пенсионерка требовала обещанную плату за свой голос у работников избирательного участка. Наблюдатели зафиксировали вбросы бюллетеней на избирательных участках в Пушкине, Фрунзенском, Петроградском районах, на Аптекарском острове. По информации «78 канала», в одном из участков Невского района отменили итоги голосования, так как там голосовали люди, не обладающие избирательным правом в этом округе. Заместитель начальника управления организации и правового обеспечения избирательного процесса Григорий Марголин-Каганский не комментировал данные инциденты.
В 2019 году было подано гораздо больше заявок о надомном голосовании, чем в предшествующие. Всего их количество превысило 20 тысяч. Участковые избирательные комиссии не предоставляли своим коллегам реестры таких заявок, что вызвало подозрения в возможных фальсификациях. Хотя Горизбирком связывал аномальное количество «надомников» с существующей в городе электорально-активной «социальной группой», насчитывавшей около 150 тысяч человек. Во время надомного голосования зафиксировали случаи препятствия наблюдателям. Например, члены УИК 2147 в Купчине сообщали, что урны для надомного голосования увезли в неизвестном направлении без наблюдателей. Подобные ситуации произошли во Фрунзенском и Красногвардейском районах. Председатель петербургского отделения «Партии роста» Павел Швец направил жалобу на имя Эллы Памфиловой, указав на возможные нарушения.
Вечером 8 сентября Горизбирком Санкт-Петербурга сообщил, что выборы прошли «спокойно, чётко и в соответствии с законом». Хотя руководитель корпуса «За чистые выборы» Алёна Булгакова рассказала о 240 поступивших жалобах. На следующий день их число возросло до 250 обращений. В то же время член Горизбиркома Олег Зацепа сообщал, что было выявлено только пять жалоб, связанных с выборами губернатора. Также два нарушения зафиксировали на удалённых участках в Пскове. Уполномоченный по правам человека в Петербурге Александр Шишлов заявил, что день голосования «превзошёл худшие ожидания».

## Результаты
| Место                                    | Место                                    | Кандидат                                 | Субъект выдвижения                       | Голосов   | %       |
| ---------------------------------------- | ---------------------------------------- | ---------------------------------------- | ---------------------------------------- | --------- | ------- |
|                                          | 1.                                       | Александр Беглов                         | Самовыдвижение                           | 734 903   | 64,43 % |
|                                          | 2.                                       | Надежда Тихонова                         | Справедливая Россия                      | 192 114   | 16,84 % |
|                                          | 3.                                       | Михаил Амосов                            | Гражданская платформа                    | 182 797   | 16,03 % |
|                                          |                                          |                                          |                                          |           |         |
| Действительных бюллетеней                | Действительных бюллетеней                | Действительных бюллетеней                | Действительных бюллетеней                | 1 109 814 | 97,30 % |
| Недействительных бюллетеней              | Недействительных бюллетеней              | Недействительных бюллетеней              | Недействительных бюллетеней              | 30 795    | 2,70 %  |
| Всего                                    | Всего                                    | Всего                                    | Всего                                    | 1 140 609 | 100 %   |
|                                          |                                          |                                          |                                          |           |         |
| Число бюллетеней, выданных на участке    | Число бюллетеней, выданных на участке    | Число бюллетеней, выданных на участке    | Число бюллетеней, выданных на участке    | 1 103 056 | 96,17 % |
| Число бюллетеней, выданных вне помещения | Число бюллетеней, выданных вне помещения | Число бюллетеней, выданных вне помещения | Число бюллетеней, выданных вне помещения | 43 989    | 3,83 %  |
|                                          |                                          |                                          |                                          |           |         |
| Явка                                     | Явка                                     | Явка                                     | Явка                                     | 1 147 045 | 30,07 % |
| Число избирателей                        | Число избирателей                        | Число избирателей                        | Число избирателей                        | 3 814 877 | 100 %   |

Предварительные результаты стали известны на следующий день после голосования, когда ЦИК обработал 99,26 % бюллетеней. На тот момент с перевесом в 64,46 % лидировал Александр Беглов, за него проголосовали более 729 тысяч человек. Надежда Тихонова набрала 16,85 % голосов, представитель «Гражданской платформы» Михаил Амосов — 15,99 %. Вечером СМИ объявили, что явка составила 41,62 %, и отмечали её необычные скачки. За последние два часа голосования она выросла на 18 %. По указаниям политолога Александра Кынева, это свидетельствовало о фальсификациях. Позднее городской избирательный комитет сообщил, что данные о явке были получены на основе обработки только 1,8 % бюллетеней и не соответствовали итоговым. Скачки объяснили массовым голосованием военных и пенсионеров в вечернее время.
Официально результаты выборов утвердили только 11 сентября на заседании Горизбиркома. Победителем стал самовыдвиженец Александр Беглов, набравший 64,43 % голосов при явке 30,08 %. Наиболее активно голосовали на экстерриториальных участках в Пскове, где при явке в 82,5 % за Беглова проголосовал 81 % избирателей.
Инаугурация губернатора состоялась 18 сентября 2019 года на заседании городского Законодательного собрания в Мариинском дворце. Мероприятие охраняли сотрудники ОМОНа, машины которых вызвали пробки в центре города. В этот же день Беглов подписал указ о переназначении Валентины Матвиенко на должности сенатора в Совете Федераций. Своим заместителем губернатор назначил Валерия Пикалева, работавший ранее начальником охраны резиденции Владимира Путина на Валдае.

### Итоги и реакция в обществе
Через девять дней после дня голосования в Санкт-Петербурге провели митинг за честные выборы. Лидер движения «Красивый Петербург» Красимир Врански требовал аннулировать результаты губернаторских выборов. По его данным, движение «Наблюдатели Петербурга» зарегистрировало около двух тысяч жалоб в день голосования. Активисты также сообщали о тренингах по фальсификации выборов для председателей УИК, которые проходили в Приморском районе в начале месяца, и опубликовали аудиозапись одного из мероприятий. О нелегитимности прошедших выборов и фальсификациях заявляли также депутат Максим Резник, лидер фракции «Справедливой России» Алексей Ковалёв, депутат Борис Вишневский, лидер движения «Объединённые демократы» Андрей Пивоваров и другие. Но по мнению руководителя Центра исследований модернизации Европейского университета Дмитрия Травина, большое количество нарушений на выборах губернатора характерны для «путинской политической системы».

Бывший кандидат Надежда Тихонова заявила, что удовлетворена результатами выборов, её коллега Михаил Амосов связывал победу Беглова с низкой явкой. Новоизбранного губернатора поздравляли общественные и политические деятели: премьер-министр Дмитрий Медведев, председатель Совета Федерации Валентина Матвиенко, патриарх Кирилл, губернатор Ленинградской области Александр Дрозденко, глава Конституционного суда Валерий Зорькин, полномочный представитель президента России в СЗФО Александр Гуцан, предшественник Беглова Георгий Полтавченко и другие. Политолог Станислав Еремеев так описал прошедшие выборы: 
Сам ход кампании был очень корректный. Кандидаты, участвующие в избирательной кампании, не переходили на формы грязного пиара, были корректны по отношению друг к другу, поэтому по итогам этой кампании можно сказать, что кампания была интеллигентная.
Противоположное мнение высказывал заместитель председателя ЦИК Николай Булаев. Он считал, что нарушения и фальсификации в ходе выборов губернатора продемонстрировали неэффективность существующей в Санкт-Петербурге избирательной системы. К декабрю 2019 года Горизбирком увеличил количество территориальных избирательных комиссий, передав им полномочия муниципальных избиркомов. Экс-представитель президента в Санкт-Петербурге Сергей Цыпляев называл причиной отсутствия легитимных выборов «муниципальный фильтр». И получив серьёзное представительство в муниципальных органах, оппозиция начала продвигать законопроект о снижении «муниципального фильтра» с 10 до 6 %.

## Освещение в СМИ и скандалы

### Работа с журналистами
В последний месяц своей работы Георгий Полтавченко занимал 16-е место в рейтинге глав регионов по цитируемости. Вскоре после назначения Беглова о нём активно стали писать в СМИ, telegram-каналах и социальных сетях. Во время избирательной кампании кандидат отказывался общаться с оппозиционными СМИ и отдавал предпочтение «лояльным» медиа, связанным со структурами предпринимателей Евгения Пригожина и Юрия Ковальчука. Эти ресурсы в негативном свете представляли оппонентов и противников Беглова. По данным «Новой газеты», они получали из Смольного указания с инструкциями, как освещать события. Журналисты отмечали появление ряда групп и ботов в социальных сетях, подвигавших политику Беглова.
В марте 2019 года корреспондент Мария Карпенко заявила, что её увольнение из «Коммерсанта» связано с освещением избирательной программы Беглова в telegram-канале «Ротонда». Предположительно, руководство федеральной газеты и представителей Администрации президента не устроили её критические замечания в адрес врио губернатора.
В начале сентября в социальных-сетях появилась фотография программы бизнес-форума Synergy Global Forum-2019, где Александра Беглова заранее называли губернатором.

### Поддельные страницы кандидатов в Facebook
Во время агитационного периода в социальной сети Facebook были созданы поддельные страницы кандидатов в губернаторы Михаила Амосова, Надежды Тихоновой и Владимира Бортко. Аккаунты распространяли ложную информацию о программах кандидатов. Например, злоумышленники предлагали создать мусоросжигательный завод в центре города и запретить фестиваль «Вконтакте». Михаил Амосов направил жалобу в избирательный комитет, написал обращение с просьбой заблокировать поддельную страницу к владельцу сайта Марку Цукербергу.

### Расследования Фонда борьбы с коррупцией
В конце августа 2019-го оппозиционер Алексей Навальный выпустил журналистское расследование о недвижимости семьи Александра Беглова. По его данным, доход врио губернатора и его родственников за пять лет составил 30 миллионов рублей. Но согласно представленным документам, в 2013 году Беглов приобрёл за 150 миллионов рублей квартиру в доме на Покровском бульваре в центре Москвы. В пресс-службе Беглова заявили, что эта квартира была куплена за 16,5 миллионов рублей на этапе строительства.
7 сентября 2019 года Следственный комитет провёл проверку регионального штаба Алексея Навального, обнаружив 54 бюллетеня для голосования. По мнению активистов, бланки подбросили, чтобы приостановить работу штаба.

### Судебные разбирательства, связанные с выборами
После критики Максима Резника в сторону врио губернатора, высказанной на заседании правительства в конце 2018 года, Александр Беглов покинул зал. Позже в провластных СМИ выставили Резника в негативном свете, выпустив материалы с заголовками «Беглов покинул Заксобрание, отказавшись участвовать в шоу Резника». На открытии Музея медицины блокадного Ленинграда Беглов приписал Резнику слова о том, что Ленинград «надо было сдать фашистам». В ответ депутат подал иск о защите чести и достоинства, который был отклонён.
В октябре 2019 петербуржец Михаил Федоров обратился в суд с требованием отменить итоги голосования на выборах губернатора. Он заявлял, что забрал неиспользованный бланк домой, хотя по документам числился проголосовавшим. Но Кировский районный суд отклонил иск, так как формально заявитель не принял участия в выборах.
По завершении избирательной кампании 58 волонтёров, участвовавших в агитации Беглова, обратились к юристу, так как им не заплатили обещанное вознаграждение.